# Мельник Павло Вікторович
Павло Вікторович Мельник (нар. 26 червня 1984, м. Запоріжжя) — український громадський діяч, політик. Народний депутат України 9-го скликання. З 2021 року Голова Запорізької обласної організації партії «Слуга Народу» Член Комітету ВРУ у з питань інтеграції України до ЄС.
Голова підкомітету з питань координації програм технічної допомоги ЄС та співпраці з Євратомом Комітету ВРУ з питань інтеграції України до ЄС та співпраці з Євратомом. Заступник Голови постійної делегації Верховної ради у Парламентській асамблеї ЄС — Східні сусіди (ПА ЄВРОНЕСТ).

## Життєпис

### Освіта
Закінчив Запорізький національний університет (факультет іноземної філології), отримав кваліфікацію магістра філології, перекладача. Пізніше отримав другу вищу освіту, отримав кваліфікацію викладача університетів та інших закладів вищої освіти. У 2024 році здобув кваліфікацію магістра у  Національний юридичний університет імені Ярослава Мудрого.  

### Трудова діяльність
PR-директор Благодійного фонду «Алкоголь СТОП». Нагороджений грамотами Запорізької міської ради за активну громадську діяльність, відзнакою Міністерства освіти та науки України.
Працював журналістом та телеведучим. Призер та переможець Всеукраїнських та Міжнародних музичних конкурсів. Співорганізатор регіональних етапів Національних конкурсів краси.

### Політична діяльність
Кандидат у народні депутати від партії «Слуга народу» на парламентських виборах 2019 року (виборчий округ № 81, м. Токмак, Веселівський, Михайлівський, Приазовський, Приморський, Токмацький, Якимівський райони). На час виборів: піар-директор благодійного фонду «Алкоголь СТОП», живе в Токмаку Запорізької області. Безпартійний.
За аналізом руху ЧЕСНО за 2019 рік народний депутат України Павло Мельник запропонував найбільшу кількість власних законопроектів серед запорізьких нардепів.
Голова підкомітету з питань координації програм технічної допомоги Європейського Союзу та співпраці з Євратомом Комітету Верховної Ради України з питань інтеграції України до Європейського Союзу. Заступник Глави Постійної делегації Верховної Ради України у Парламентській асамблеї ЄС — Східні сусіди (ПА ЄВРОНЕСТ).
Станом на квітень 2024 року, автор 140 законопроєктів, з яких 20 стали закономи, подав понад 200 депутатських запитів.
Виступив з ініціативою про надання звання народного артиста України співаку Андрію Кузьменку. Ініціативу було підтримано парламентом, президент Зеленський  підписав відповідний указ.
Борець з незаконною забудовою на курортах, що розташовані на узбережжі Азовського моря.
Ініціатор створення "Національної стратегії розвитку туризму", засновник руху «Відпочивай в Україні», займався популяризацією курортів Азовського моря до окупації півдня України.
Як голова Запорізької обласної організації партії «Слуга Народу» у лютому 2022 року ініціював відкликання чотирьох депутатів Запорізької облради.
Від початку повномасштабного вторгнення та окупації півдня Запорізької області ініціював часткову компенсацію вартості генераторів, придбаних для потреб мешканців багатоквартирних будинків.